# Seeschlacht bei Kronstadt
Hogland – Porrassalmi – Uttismalm – Kaipiais – Parkumäki – Öland – Svensksund (1) – Elgsö – Baltischport – Valkeala – Pardakoski–Kärnakoski – Reval – Fredrikshamn – Keltis – Savitaipal – Kronstadt – Uransari – Björkösund – Wyborg – Svensksund (2)
Die Seeschlacht bei Kronstadt oder auch Seeschlacht von Krasnaya Gorka (schwedisch: Sjöslaget vid Kronstadt, russisch: Красногорское сражение) war eine Schlacht zwischen schwedischen und russischen Streitkräften während des Russisch-Schwedischen Krieges von 1788 bis 1790, die vor Kronstadt im Finnischen Meerbusen ausgetragen wurde.

## Vorgeschichte
Unter dem Kommando von Prinz Karl, Bruder des schwedischen Königs Gustav III., lief die schwedische Flotte im April 1790 aus Karlskrona aus, um einen Überraschungsangriff auf einen russischen Flottenverband auszuführen, der unter Admiral Tschitschagow im Hafen von Reval überwintert hatte. In der folgenden Seeschlacht bei Reval (13. Mai 1790) wurden die Schweden (22 Linienschiffe und 4 Fregatten) durch die Russen (10 Linienschiffe und 5 Fregatten) besiegt. Die Schweden verloren dabei zwei Linienschiffe und mussten sich trotz ihrer zahlenmäßigen Überlegenheit zurückziehen.
Nachdem die durch die Schlacht entstandenen Schäden zum Teil behoben worden waren, segelte die schwedische Flotte in Richtung der Insel Hogland im Finnischen Meerbusen und wartete auf Befehle des Königs. Dieser hatte am 15. Mai 1790 bei der finnischen Hafenstadt Fredrikshamn (Seeschlacht bei Fredrikshamn) mit der schwedischen Schärenflotte ihren russischen Gegenpart besiegt. Um die Operationen der Schärenflotte an der Küste zu decken, befahl daher der König der schwedischen Flotte weiter in den Finnischen Meerbusen vorzudringen.

## Die Schlacht
Als sich die schwedische Flotte am 3. Juni 1790 Kronstadt (Insel Kotlin) näherte wurde sie durch das dort stationierte russische Geschwader, unter dem Kommando von Vizeadmiral Alexander Iwanowitsch von Kruse empfangen. Das anschließende ergebnislose Gefecht, der beiden etwa gleich starken Flotten, dauerte vier Stunden. Im Laufe des Tages kam es zu mehreren weiteren ergebnislosen Zusammenstößen zwischen beiden Flotten, wie auch am Folgetag. 
Der russische Befehlshaber Vizeadmiral Kruse hatte offenbar nicht die Absicht, die schwedische Flotte tatsächlich anzugreifen, sondern wartete auf weitere Verstärkungen. Nachdem diese Prinz Karl gemeldet wurden, zogen sich die Schweden zurück und die russischen Geschwader konnten sich am 6. Juni vereinigen. Mit diesen Kräften war es den Russen möglich die Schweden im sogenannten Spießrutenlauf von Wyborg vom 2. bis 5. Juli 1790 mit schweren Verlusten für diese zu schlagen.

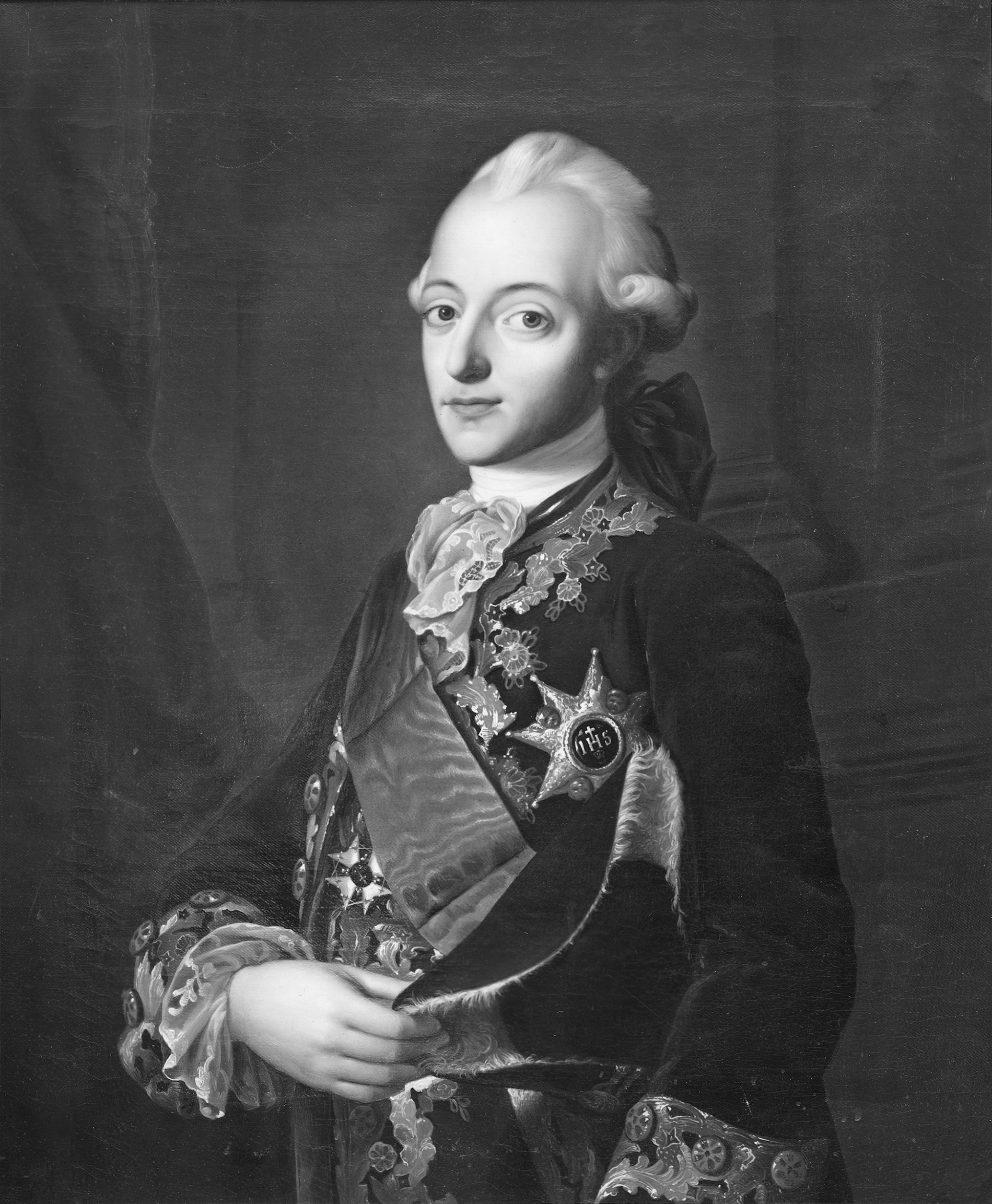
Prinz Karl, Herzog von Södermanland
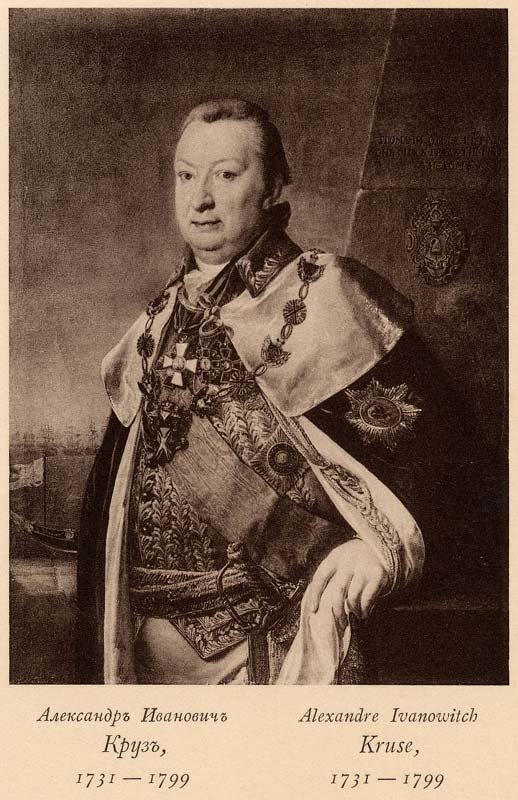
Vizeadmiral Kruse

## Flotten

### Schweden
| Schiff                                                       | Kanonen       | Kommandant    | Verluste      | Verluste      | Verluste      | Anmerkungen                          |
| Schiff                                                       | Kanonen       | Kommandant    | getötet       | verwundet     | Insgesamt     | Anmerkungen                          |
| Linienschiffe                                                | Linienschiffe | Linienschiffe | Linienschiffe | Linienschiffe | Linienschiffe | Linienschiffe                        |
| ------------------------------------------------------------ | ------------- | ------------- | ------------- | ------------- | ------------- | ------------------------------------ |
| Vladislaff                                                   | 74            |               |               |               |               |                                      |
| Gustaff III.                                                 | 70            |               |               |               |               | Flaggschiff von Kommodore Klint      |
| Konung Adolf Frederik                                        | 70            |               |               |               |               | Flaggschiff von Konteradmiral Modee  |
| Drottning Sofia Magdalina                                    | 70            |               |               |               |               | Flaggschiff von Kommodore Lejonankar |
| Göta Lejon                                                   | 70            |               |               |               |               |                                      |
| Drottning Lovisa Ulrica                                      | 70            |               |               |               |               |                                      |
| Enigheten                                                    | 70            |               |               |               |               |                                      |
| Hedwig Elisabet Charlotta                                    | 62            |               |               |               |               |                                      |
| Dristigheten                                                 | 62            |               |               |               |               |                                      |
| Rättvisan                                                    | 62            |               |               |               |               |                                      |
| Ömheten                                                      | 62            |               |               |               |               |                                      |
| Forsiktigheten                                               | 62            |               |               |               |               |                                      |
| Fäderneslandet                                               | 62            |               |               |               |               |                                      |
| Prins Ferdinand                                              | 62            |               |               |               |               |                                      |
| Dygden                                                       | 62            |               |               |               |               |                                      |
| Äran                                                         | 62            |               |               |               |               |                                      |
| Tapperheten                                                  | 62            |               |               |               |               |                                      |
| Prins Frederik Adolf                                         | 62            |               |               |               |               |                                      |
| Manligheten                                                  | 62            |               |               |               |               |                                      |
| Vasa                                                         | 60            |               |               |               |               |                                      |
| Finland                                                      | 60            |               |               |               |               |                                      |
| Fregatten und Sonstige                                       |               |               |               |               |               |                                      |
| Uppland                                                      | 44            |               |               |               |               |                                      |
| Gripen                                                       | 44            |               |               |               |               |                                      |
| Galatea                                                      | 40            |               |               |               |               |                                      |
| Eurydice                                                     | 40            |               |               |               |               |                                      |
| Fröja                                                        | 40            |               |               |               |               |                                      |
| Camilla                                                      | 40            |               |               |               |               |                                      |
| Thetis                                                       | 40            |               |               |               |               |                                      |
| Zemire                                                       | 40            |               |               |               |               |                                      |
| Illerim                                                      | 34            |               |               |               |               |                                      |
| Jaramas                                                      | 34            |               |               |               |               |                                      |
| Jarislavitz                                                  | 32            |               |               |               |               |                                      |
| Hector                                                       | 26            |               |               |               |               |                                      |
| Ulla Fersen                                                  | 18            |               |               |               |               | Flaggschiff von Prinz Karl           |
| 21 Zweidecker, 12 Fregatten und weitere 9 kleinere Fahrzeuge |               |               |               |               |               |                                      |

### Russland
| Schiff                                                                     | Kanonen       | Kommandant    | Verluste      | Verluste      | Verluste      | Anmerkungen                              |
| Schiff                                                                     | Kanonen       | Kommandant    | getötet       | verwundet     | Insgesamt     | Anmerkungen                              |
| Linienschiffe                                                              | Linienschiffe | Linienschiffe | Linienschiffe | Linienschiffe | Linienschiffe | Linienschiffe                            |
| -------------------------------------------------------------------------- | ------------- | ------------- | ------------- | ------------- | ------------- | ---------------------------------------- |
| Ioann Krestitel’                                                           | 108           |               | 5             | 13            | 18            | Flaggschiff von Vizeadmiral Kruse        |
| Dvu-na-desat’ Apostolov                                                    | 108           |               | 10            | 22            | 32            | Flaggschiff von Vizeadmiral Sukhotin     |
| Trekh Ierarkhov                                                            | 108           |               | 15            | 14            | 29            | Flaggschiff von Konteradmiral Povalishin |
| Sviatoi Ravno-apostol‘nyi Kniaz‘ Vladimir                                  | 108           |               | 7             | 34            | 41            |                                          |
| Sviatoi Nikolai Chudotvorets                                               | 108           |               | 1             | 2             | 3             |                                          |
| Iezekiil                                                                   | 78            |               | 4             | 5             | 9             |                                          |
| Ioann Bogoslov                                                             | 74            |               |               |               |               |                                          |
| Pobedoslav                                                                 | 74            |               | 4             | 7             | 11            |                                          |
| Prints Gustav                                                              | 70            |               | 1             | 2             | 3             |                                          |
| Veslav                                                                     | 74            |               | 1             | 13            | 14            |                                          |
| Sysoi Velikii                                                              | 74            |               | 0             | 41            | 41            |                                          |
| Sviatoi Pyotr                                                              | 74            |               | 12            | 13            | 25            |                                          |
| Tsar’ Konstantin                                                           | 74            |               | 2             | 16            | 18            |                                          |
| Panteleimon                                                                | 66            |               | 9             | 19            | 28            |                                          |
| Sviatoi Ianuarii                                                           | 66            |               | 6             | 20            | 26            |                                          |
| Ne Tron’ Menia                                                             | 66            |               | 1             | 2             | 3             |                                          |
| Amerika                                                                    | 66            |               | 10            | 26            | 36            |                                          |
| Fregatten                                                                  |               |               |               |               |               |                                          |
| Briachislav                                                                | 38            |               | 0             | 0             | 0             |                                          |
| Mstislavets                                                                | 44            |               | 0             | 0             | 0             |                                          |
| Pomoshchnyi                                                                | 38            |               | 0             | 0             | 0             |                                          |
| Arkangel Gavrill                                                           | 38            |               | 0             | 0             | 0             |                                          |
| Nikloai                                                                    | 38            |               |               |               |               |                                          |
| Mariia                                                                     | 38            |               |               |               |               |                                          |
| Aleksandr                                                                  | 38            |               |               |               |               |                                          |
| Pawel                                                                      | 38            |               |               |               |               |                                          |
| Ekaterina                                                                  | 38            |               |               |               |               |                                          |
| Elena                                                                      | 38            |               |               |               |               |                                          |
| Konstantin                                                                 | 38            |               |               |               |               |                                          |
| Aleksandra                                                                 | 38            |               |               |               |               |                                          |
| 5 Dreidecker, 12 Zweidecker, 12 Fregatten und weitere 2 kleinere Fahrzeuge |               |               |               |               |               |                                          |